# Культура Таджикистана

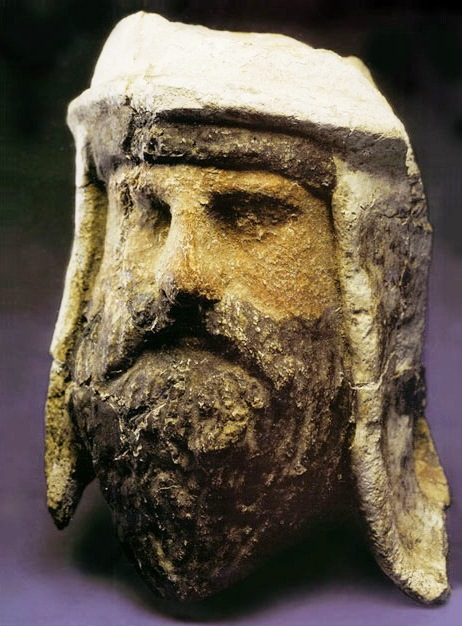
Голова зороастрийского жреца. (Тахти-Сангин, III-II в.в. до н. э.).

Культура Таджикистана  — совокупность культурных традиций таджикского народа и других народов, проживающих на территории Таджикистана. Она сформировалась благодаря географическому положению страны и её многовековой истории. В настоящее время на территории Таджикистана можно найти древние памятники культуры, которые включены в список Всемирного наследия ЮНЕСКО.

## Язык
Таджикский язык является государственным языком в стране. Это положение закрепляется во второй статье Конституции Таджикистана. Язык также распространен среди таджикского населения на востоке Узбекистана, юге Кыргызстана и севере Афганистана. Таджикский используется в качестве вспомогательного языка для межэтнического общения и образования среди народов Памира, а также как родной язык для многих жителей Самарканда и Бухары. Всего около 8 миллионов человек говорят на таджикском языке (по оценкам на 2015 год), включая около 6,9 миллионов человек в Таджикистане (по переписи 2010 года). Основой таджикского языка является классическая персидско-таджикская литература, и по этой причине персидский (официальный язык Ирана) и дари (один из государственных языков Афганистана) являются наиболее близкородственными языками.
В Горно-Бадахшанской автономной области, кроме таджикского языка, существует еще более 11 языков. Население Памира традиционно хорошо владеет русским языком. В настоящее время в республике около половины школ являются билингвальными, где большинство предметов преподается на родном языке с частичным использованием русского языка. Также многие студенты владеют двумя или более языками, но основной упор делается на русский и государственный язык. Однако, критики билингвального образования часто мотивируют свои претензии политическими соображениями. Таким образом, распространение таджикско-русского двуязычия является одним из характерных языковых процессов в современном Таджикистане.

## Религия

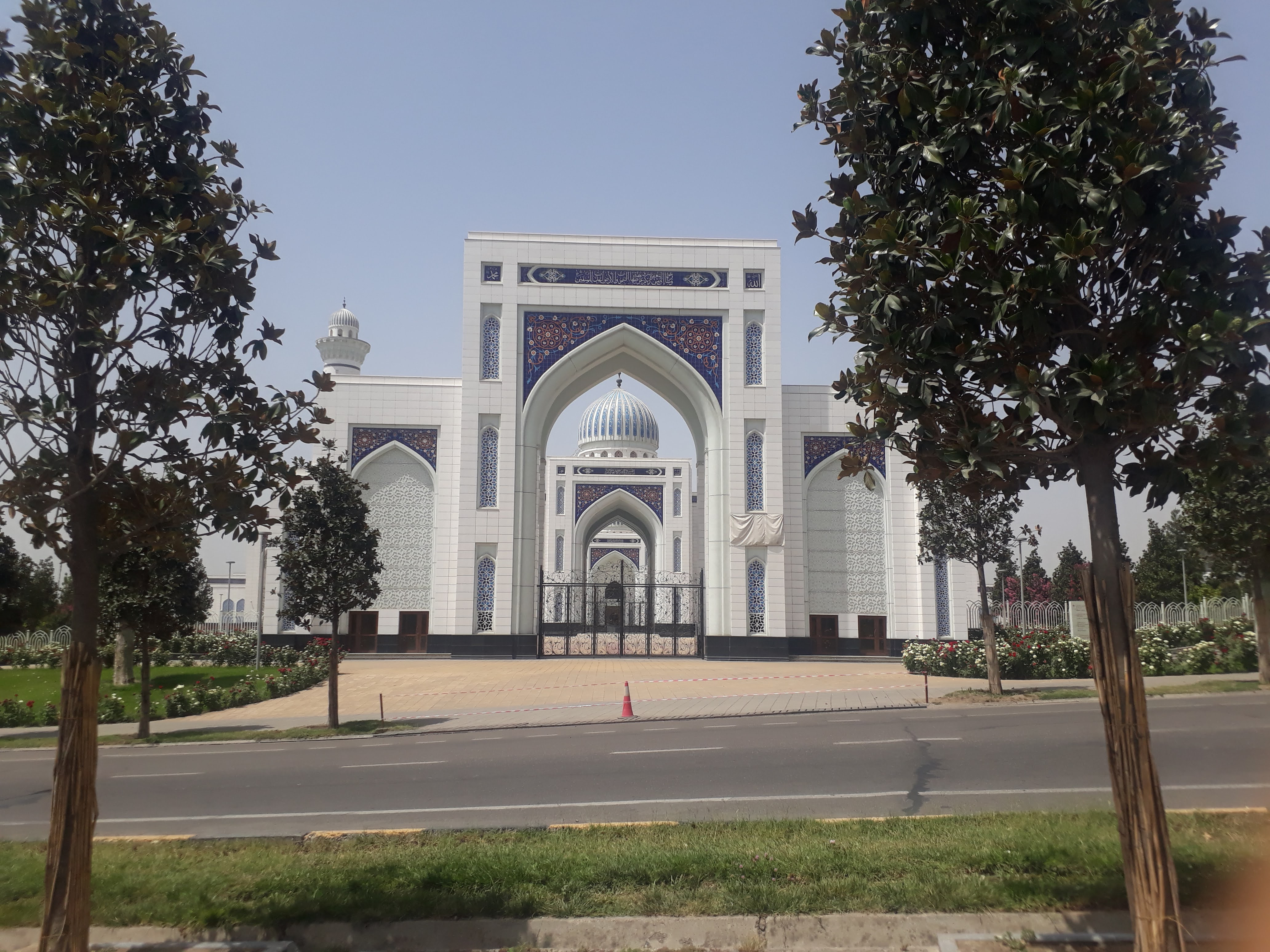
Центральная соборная мечеть Душанбе

В сегодняшнем Таджикистане более 90% жителей являются мусульманами. Ислам в стране политизирован: его развитие, которое пришлось на 1990-е годы, сопровождалось бурной критикой коммунистического режима. Большинство жителей исповедует ислам суннитского толка. По данным на 2009 г., в республике действовало около 3000 мечетей, из которых 259 являлись соборными, на 2014 г. было уже 3424 мечети, из которых 344 имеют статус соборных мечетей, а 40 – центральных соборных мечетей. В Горно-Бадахшанской области проживают мусульмане-исмаилиты приверженцы одной из ветвей шиизма. Также в Таджикистане действуют 18 религиозных образовательных учреждений, среди которых 6 медресе, гимназия и исламский институт. Более 7 тыс. жителей являются выпускниками национальных и зарубежных религиозных учебных заведений, ок. 200 тыс. граждан совершили хадж. Кроме того, данная статистика не охватывает количество официально не зарегистрированных религиозных школ, сторонников различных религиозно-экстремистских организаций; лиц, продолжающих нелегальное обучение в теологических заведениях исламских стран.
Распространены другие религии, такие как христианство (православие и протестантизм), иудаизм и бахаизм. Наравне с исламом исторической религией Таджикистана является также зороастризм. В современном Таджикистане зороастрийцы находятся в уязвимом положении. Большинство зороастрийцев вынуждены скрывать свою религиозную принадлежность из-за возможных последствий. Так, по официальным данным на территории Хатлонской области, где проживает около 3 млн человек, есть всего одна семья зороастрийцев. Ситуация стала особенно тяжелой после убийства в 2001 г. лидера зороастрийской общины Рудаки Самадова. На текущий момент в Таджикистане отсутствует официально зарегистрированная зороастрийская община.

## Искусство Таджикистана
Таджикистан, расположенный на пересечении торговых путей между Востоком и Западом, является центром для множества памятников культуры, относящихся к древним среднеазиатским народам, включая кочевые племена. Эта страна с течением времени имела значительное значение для искусства, благодаря своим культурным и экономическим связям с Индией, Ираном, Китаем, Восточным Туркестаном, средиземноморскими странами и народами евразийских степей. Древние жители Таджикистана оставили свой след в развитии искусства древней Бактрии, Согда, Кушанского царства, Тохаристана и Ферганы. Художественная культура этой страны формировалась и развивалась в городах Средней Азии, таких как Бухара, Самарканд, Балх, Худжанд, Истаравшан, Хулбук и других, и тесно связана с культурой Узбекистана и других народов.
Во времена образования Таджикской АССР была поставлена задача создания новой культуры и возникла острая необходимость в подготовке специалистов. С помощью представителей интернациональной профессиональной интеллигенции стали практиковаться творческие поездки, которые стали «прототипом» будущих учреждений культуры в республике. Уже в 1933 г. было создано Оргбюро (Союз художников), а также открыто художественное училище, учрежден музей изобразительного искусства. В период советского строительства были провозглашены принципы народности и реализма в искусстве. Впервые в республике появились произведения станкового искусства, живописи, графики и скульптуры. Наряду с росписью и резьбой по дереву и ганчу, в Таджикистане получили широкое распространение плакаты, издававшиеся первоначально в Ташкенте и Самарканде. В искусство Таджикистана 1970–80-х гг. большой вклад внесли также молодые художники: живописцы-монументалисты С. Н. Шарипов, Д. М. Бекназаров, З. Давутов, С. У. Курбанов, графики Т. Самандаров и Р. А. Азимов, керамист В. Одинаев, мастер гобелена Д. Абдусаматов. Орнамент также один из древнейших видов искусства Таджикистана.

### Архитектура
Таджикистан является уникальной страной, где слились воедино культуры Востока и Запада. Архитектура Таджикистана отличается яркой индивидуальностью, глубоким символизмом и богатым культурным наследием. Начало развития таджикской архитектуры совпадает с периодом возникновения и историко-культурного развития первых государственных образований на территории Центральной Азии - Бактрии, Согда, Ферганы, Хорезма, Маргианы, начиная с VI—V вв. до н.э. Одним из примеров древнейших памятников архитектуры Таджикистана можно назвать сооружения храмовых комплексов широко распространённых в эллинистическом мире Востока и представленном в Таджикистане на примере храма Окса в Тахти Сангине, датированного временем от VI в. до н.э. до III в. н.э. Велик эллинистический вклад, опосредованно вошедший в развитие древней и раннесредневековой архитектуры страны, как пример можно назвать раннесредневековые храмы Пенджикента и Шахристана. В эпоху прихода ислама на территорию страны стал развиваться принцип «скрытой архитектуры»: глухие фасады, которые скрывают разнообразно оформленные помещения, открытые во внутренний двор с фонтаном, водоемом, цветущей зеленью. К примеру, в мечети-медресе Олима Додхо в Пенджикенте, под фундаментом действующего комплекса шурфами было выявлено храмовое сооружение. Среди других памятников искусства Таджикистана можно выделить Худжандскую крепость, которая была построена в IV веке до нашей эры и является одним из старейших сохранившихся зданий в стране. Также стоит упомянуть Мадраса Кухна — это медресе постройки XVI века, которая служила центром образования и культуры в регионе.
Памятники архитектуры на территории Таджикистана расположены в различных труднодоступных районах страны, 93 % которой составляют горы.

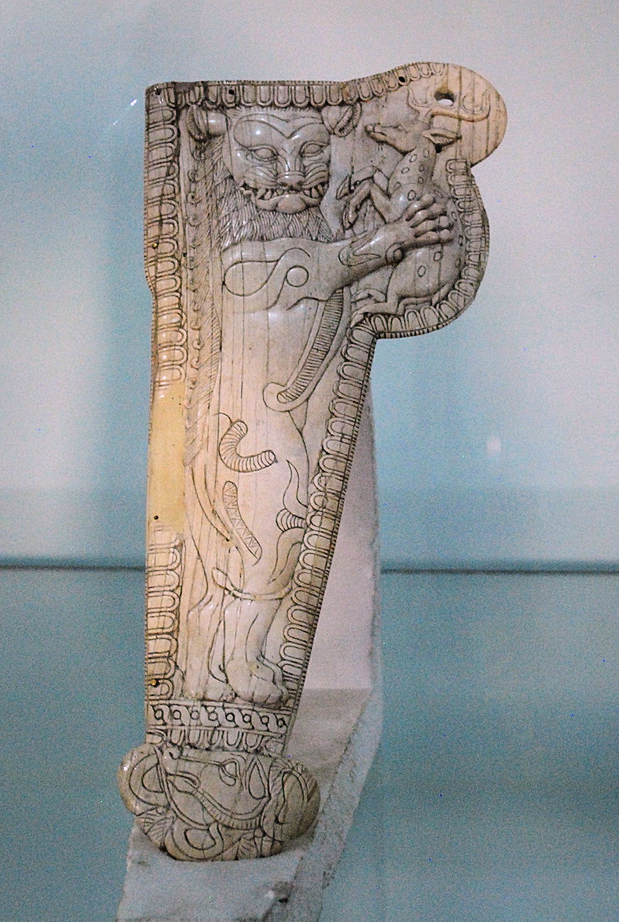
Cкульптура из слоновой кости стоянки Тахти-Сангин.
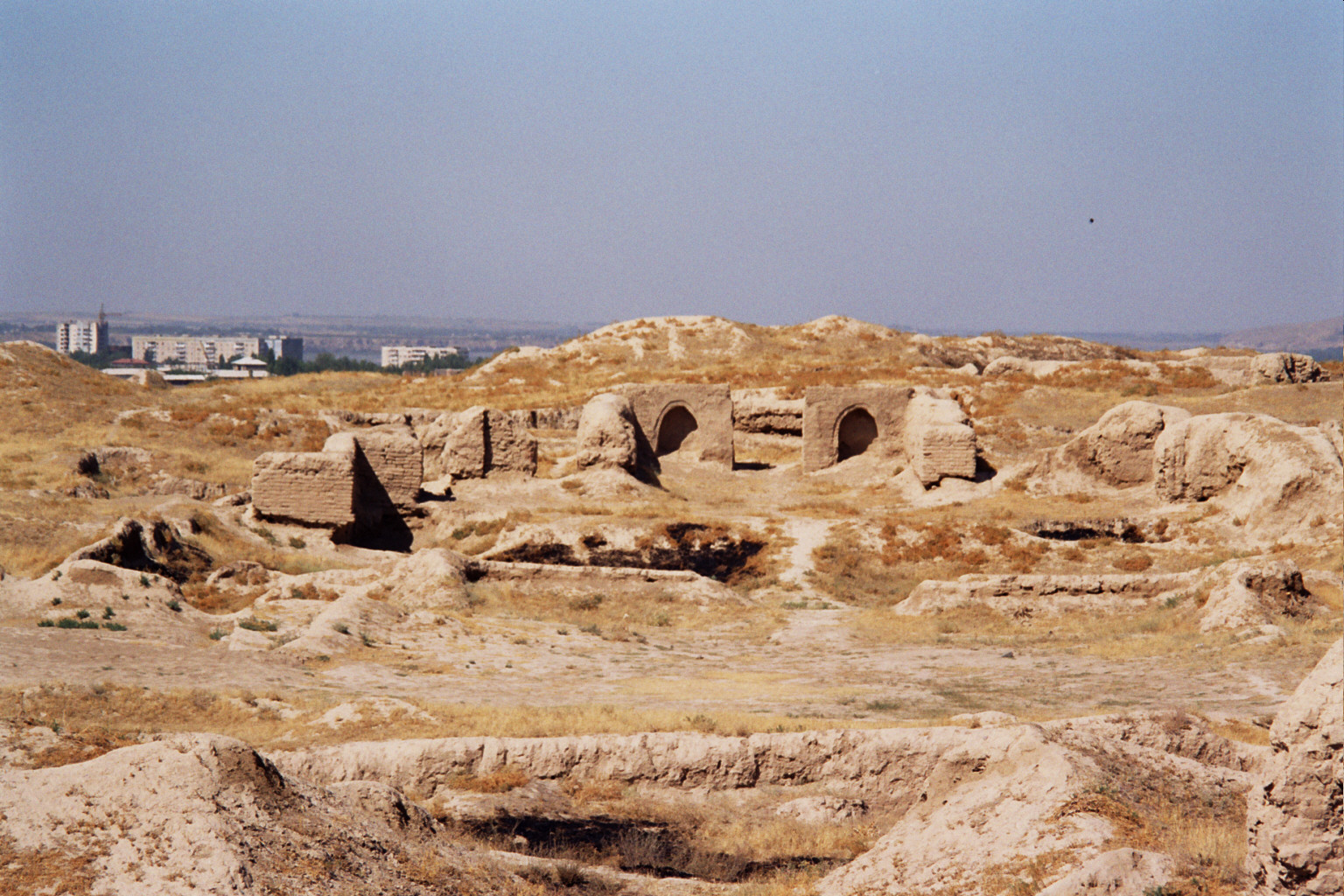
Развалины древнего Пенджикента.
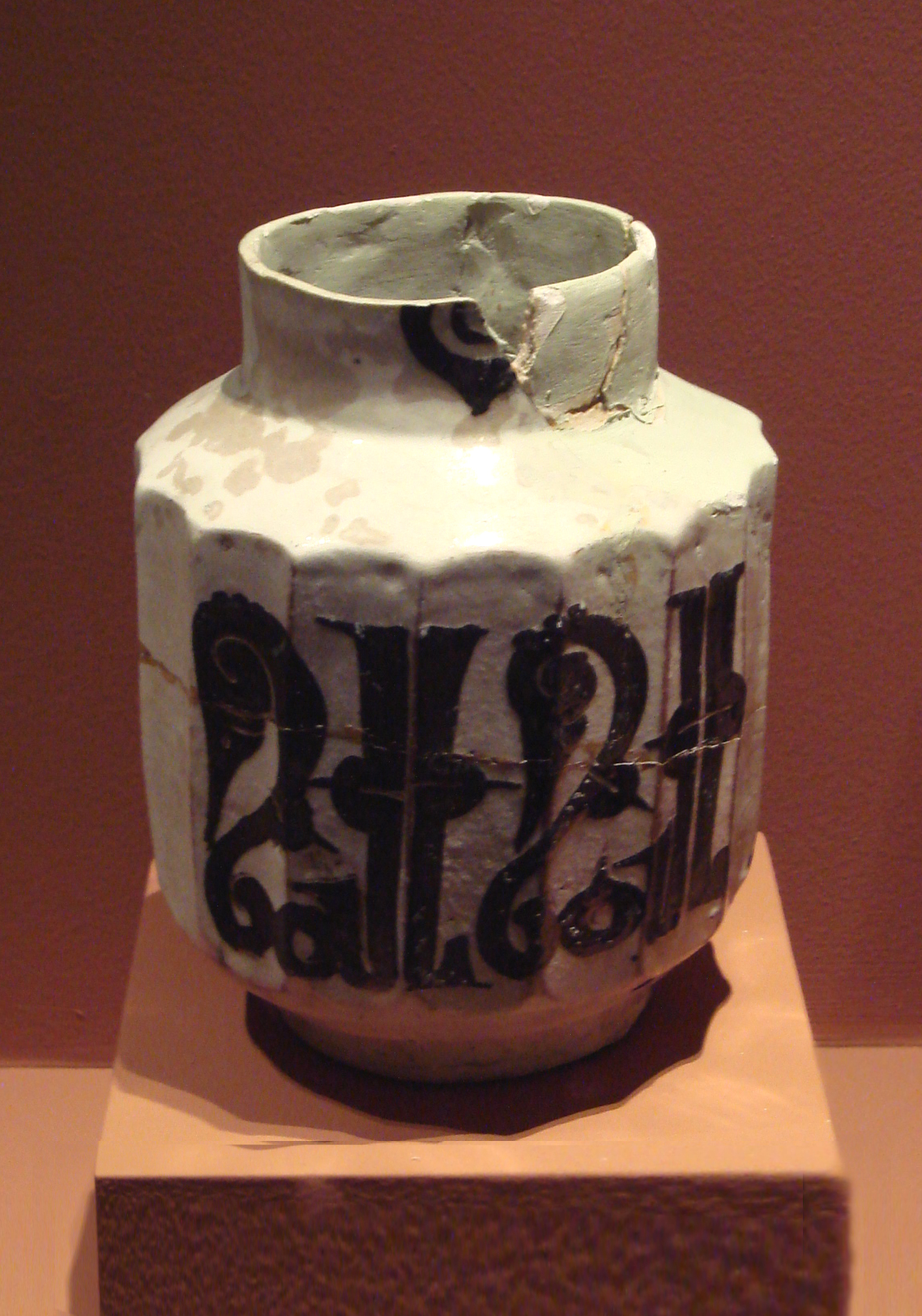
Ваза с куфической надписью, 10—11 вв. н.э., Истаравшан.
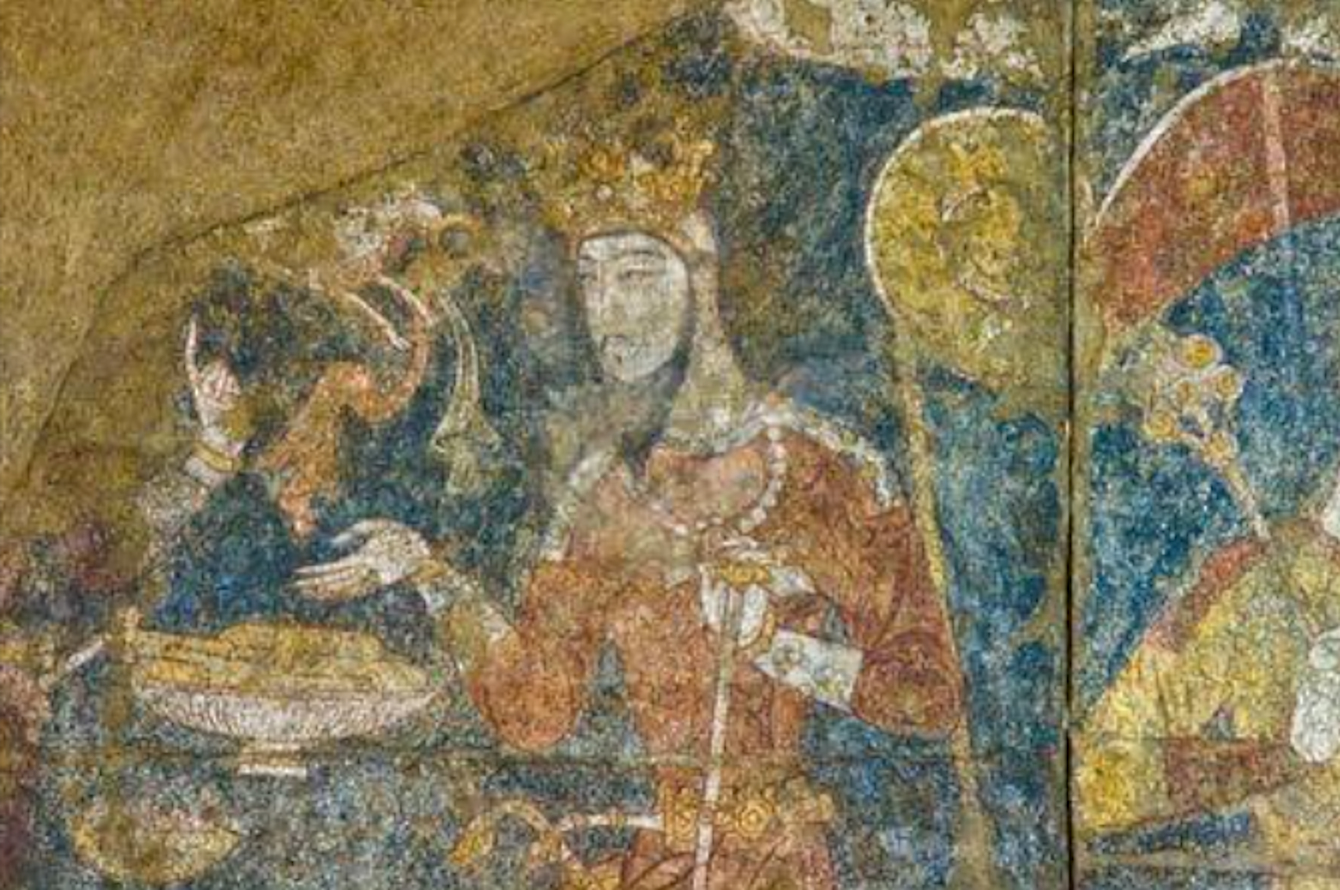
Фреска в Пенджикенте, VI—VIII вв.

### Музыка
В таджикском традиционном музыкальном творчестве существуют такие ведущие жанры устной традиции, как Шашмаком и фалак. Шашмаком по праву считается вершиной классической профессиональной музыкальной традиции  таджиков. Он сформировался к концу XVIII века в Бухаре — на тот момент центре таджикской культуры. Существует множество определений этому понятию. С одной стороны, Шашмаком является сложным циклическим произведением, с другой – это теоретическая музыкальная система, в третьем случае — жанр, способ мышления и стиль. Фалак — ещё одно уникальное явление таджикской музыкальной культуры. Как явление традиционной музыки столетиями бытовало в условиях устной традиции. В отличие от Шашмакома, это явление считается малоизученным на сегодняшний день. Фалак формировался и развивался на пересечении народной и профессиональной музыкальной устной традиций. Издревле фалак существовал как фольклорный музыкальный жанр. Памирская разновидность этого жанра больше обращена к похоронному обряду. И даже сейчас в труднодоступных районах Памира, где традиции в большей степени сохранили свой первоначальный вид фалак бытует именно как часть похоронного обряда с названием фалаки мотами (похоронный фалак) либо фалак-фарёд (фалак-плач). В некоторых районах Памира он исполняется, как правило, женщинами в ходе обряда. В других районах он может сопровождаться похоронным танцем. В этом случае добавляется инструментальное сопровождение. В похоронном танце фалак обычно исполняют в сопровождении даффа (ударного музыкального инструмента), на котором исполняется определенная ритмоформула.
Небывалый расцвет в истории музыкальной жизни Таджикистана настал в 80—е годы XX в.: Таджикский государственный академический театр оперы и балета им. С. Айни, Таджикская государственная филармония, Таджикский Государственный институт искусств им. М. Турсунзаде, музыкальные училища республики, музыкальные школы, Союз композиторов Таджикистана.

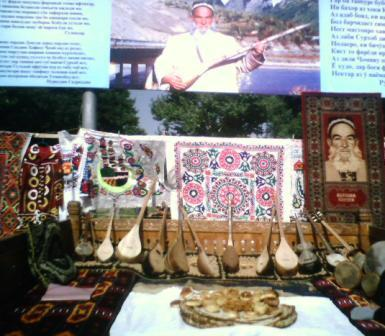
Народные музыкальные инструменты, Таджикабад.
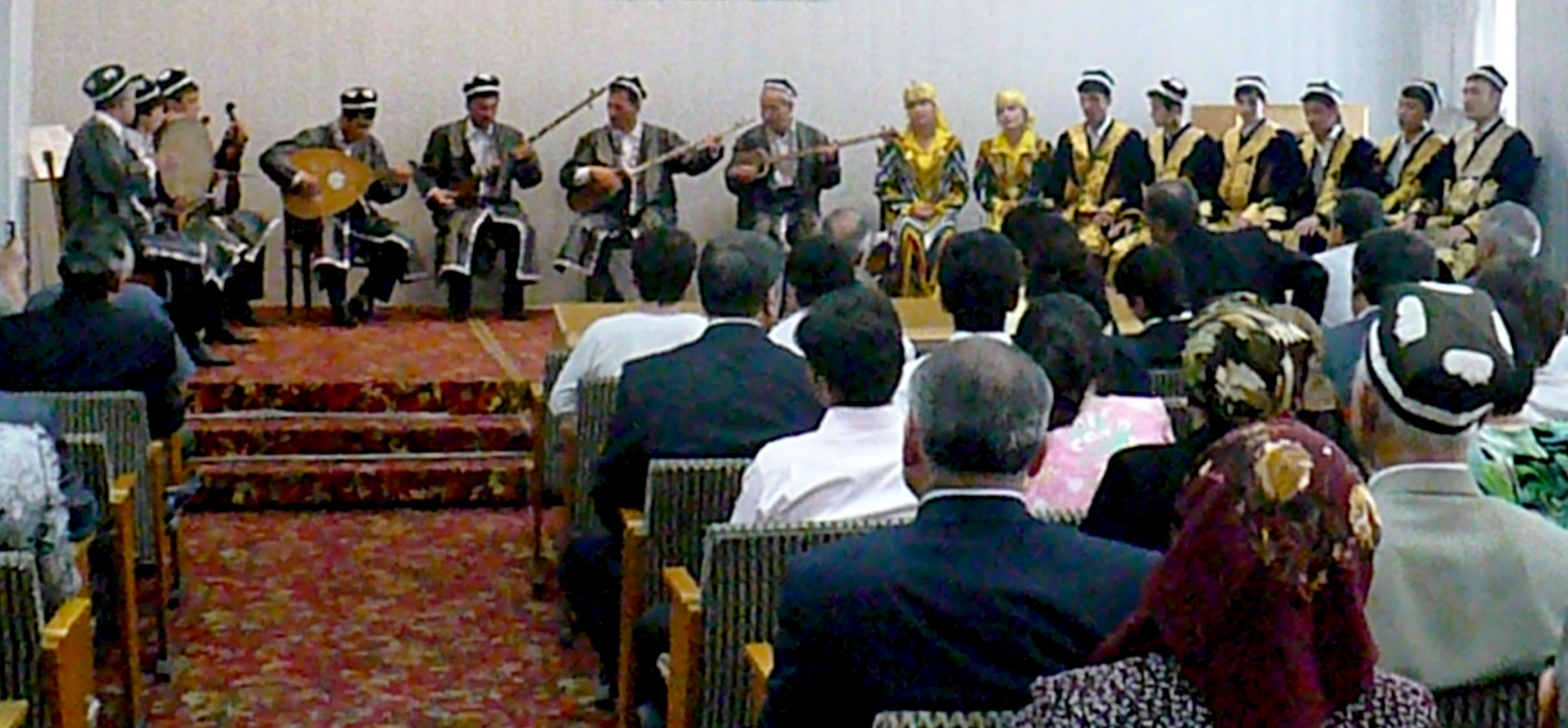
Ансамбль народных инструментов
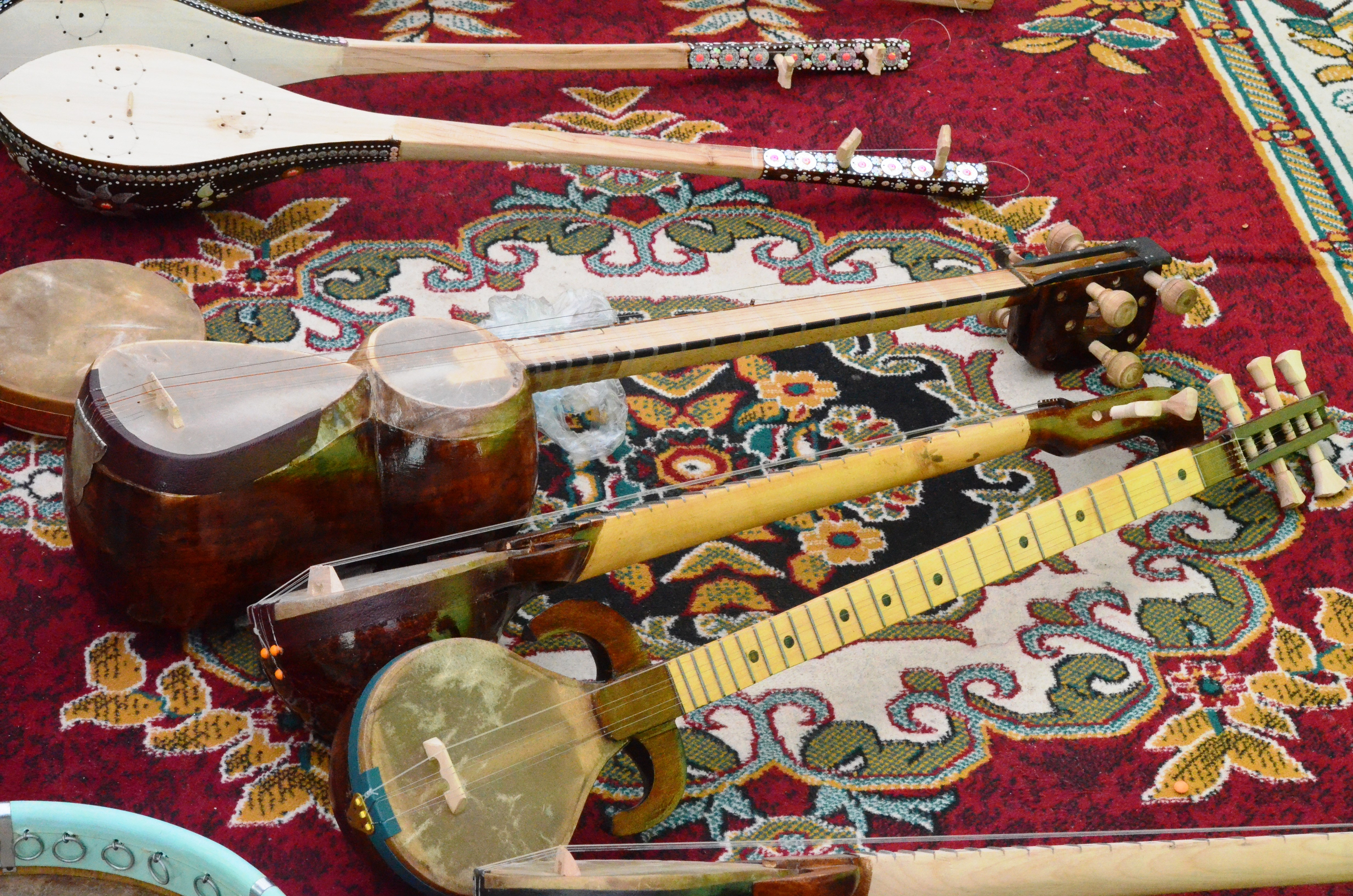
Музыкальные инструменты Ребаб и Дутар в Таджикистане
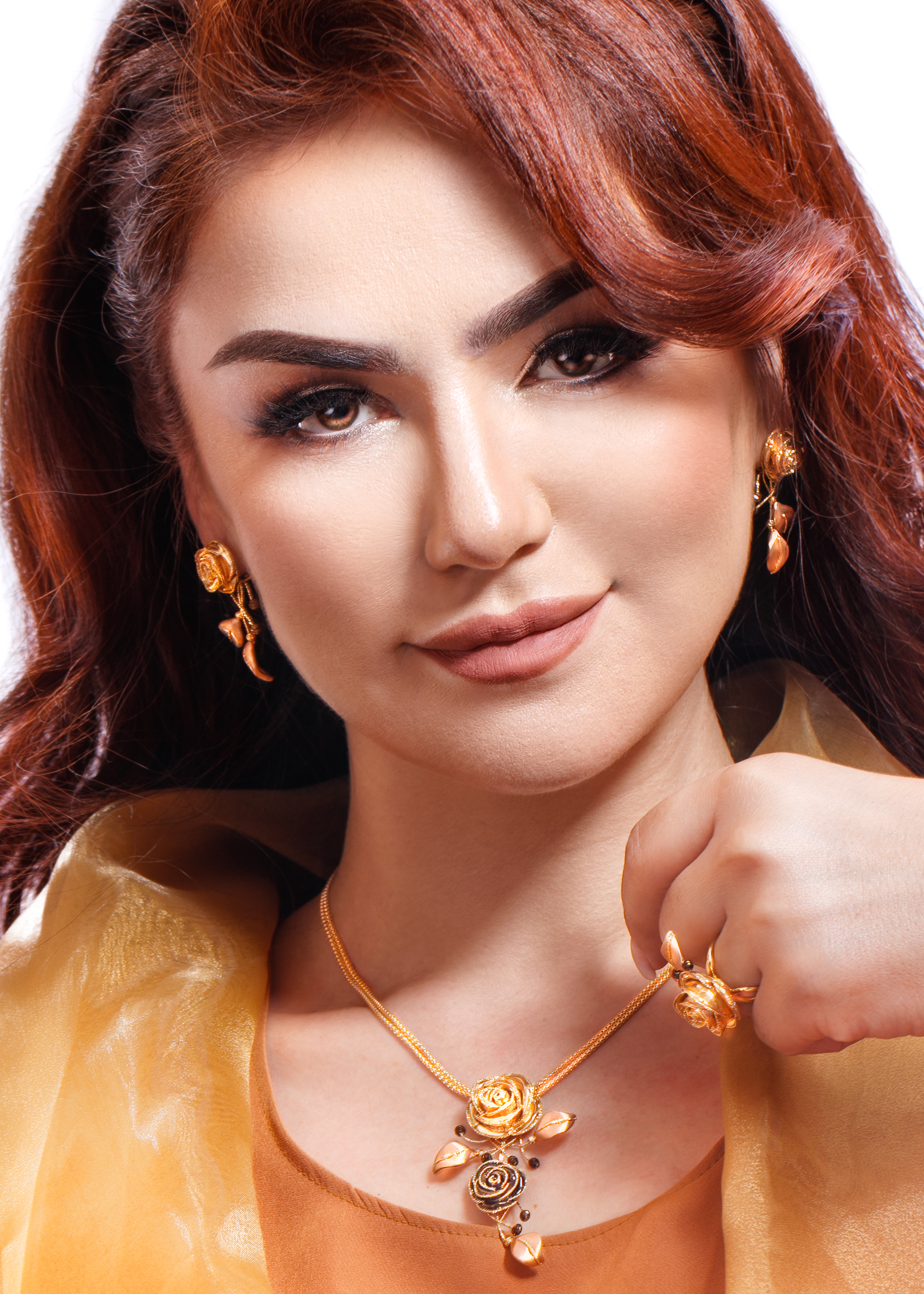
Нигина Амонкулова - таджикская эстрадная певица

### Кинематограф
История кино Таджикистана насчитывает более 80 лет. В свое время советские картины производства «Таджикфильм» пользовались Всесоюзной популярностью и нередко попадали в число лидеров советского кинопроката. В октябре 1929 года в Душанбе (тогда Сталинабад, сейчас Душанбе) под руководством Главполитпросвета Наркомпроса была создана группа документалистов, которая стала основой для формирования киностудии «Таджиккино» в 1930 году (позже переименованной в «Таджикфильм», Душанбе). С 1935 года начался регулярный выпуск кинохроник "Советский Таджикистан". В 1932 году состоялась премьера первого таджикского игрового фильма "Когда умирают эмиры" режиссера Л. А. Печориной, который рассказывал о жизни таджикской деревни в период организации колхозов.
В послевоенный период в Таджикистане в основном выпускались кинохроники и документальные фильмы, такие как «Долина реки Вахш» (1954) и «Праздник таджикского народа». В 1955 году возобновилось производство игровых фильмов, таких как «Я встретил девушку» Р.Я. Перельштейна (1957, первый цветной таджикский фильм) и «И ещё одна ночь Шахерезады» (1984, первый в Таджикистане широкоформатный стереофонический фильм). После распада СССР кинематограф Таджикистана переживал кризис, усугубленный гражданской войной 1992-1997 годов. Во второй половине 1990-х годов в Душанбе появились частные студии «Киносервис», «Хаома», «Ввысь», «Мовароуннахр», «Синамо». Увеличилась роль независимого кино, известность получили режиссеры Б.Б. Худойназаров («Кош ба кош», 1993, приз МКФ в Венеции; «Лунный папа», 1999; «Шик», 2003), О.Маликов («Маска», 2007; «Я смогла сказать „нет"», 2008). Закон о кино (2004) стимулировал возобновление деятельности киностудии «Таджикфильм» (с 1993 существовала за счет международных заказов, съёмок видеофильмов и видеороликов.

### Театр

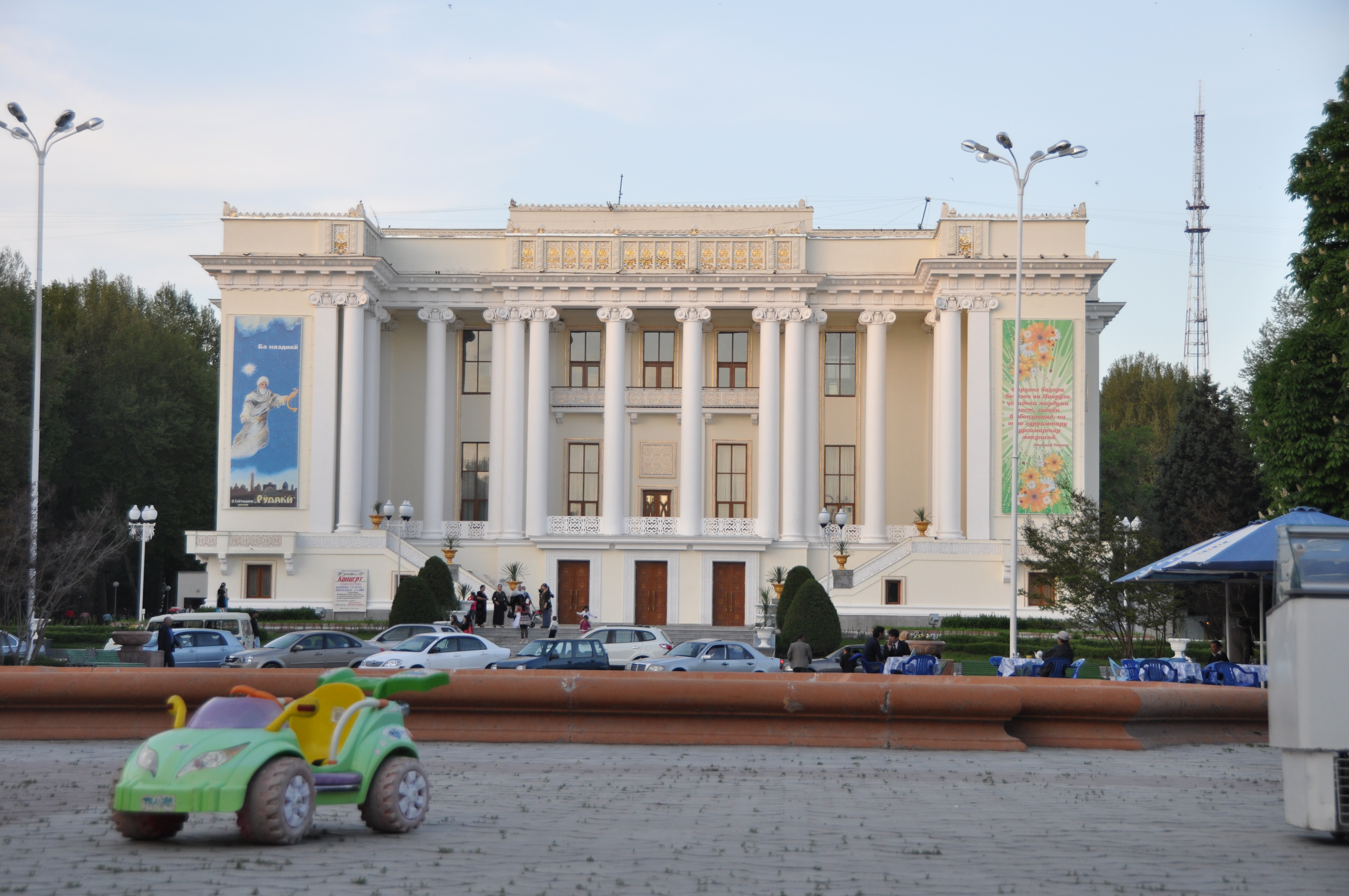
Таджикский государственный академический театр оперы и балета имени Садриддина Айни.

Современному театру в Таджикистане предшествовало народное театральное творчество, включая танцы-пантомимы, имитирующие движения животных, птиц, трудовые процессы, а также движения воинов с шашками и палками. Шуточные танцы на ходулях, на деревянной лошадке и других реквизитах также занимали центральное место в народных представлениях. В северных районах Таджикистана, а также среди таджиков Бухары и Самарканда распространился кукольный театр «зочабози» (игра с куклами) трех разновидностей: «чодирхаёл» (палатка призраков) — представления с марионетками; «чодири дасти» (ручная палатка) и «зочаи бе чодир» (кукла без палатки) — представления, в которых действуют куклы типа Петрушки.
В 1929 году в Таджикистане был открыт первый театр — Таджикский театр драмы, крупнейший драматический театр Таджикской ССР. Создан в Душанбе в 1929 при участии воспитанников — таджиков по национальности.

#### Классическая литература
До XV века таджикская литература составляла неотъемлемую часть персидской (или персо-таджикской) литературы. На территории Таджикистана также широкое распространение получила согдийская литература. Вторжение войск Арабского халифата в VII веке в Иран, а позже и в Среднюю Азию, нанесло сокрушительный удар по древней иранской культуре. Персоязычные народы Средней Азии и Ирана обладали к VII веку богатым литературным наследием на древних и среднеиранских языках. Основоположником персидской литературы является Абуабдулло Рудаки, который жил IX—X веках, и скорее всего был родом из небольшого кишлака на территории современного Таджикистана. Рудаки стал отцом персидской поэзии и его творчество породило огромный ряд последователей, которых стали называть «плеядой Рудаки». Среди них был и молодой поэт Дакики - именно он и начал работу над эпопеей «Шахнаме», но погиб, не успев закончить этот бессмертный шедевр. Шедевр персидской литературы «Шахнаме», что значит «Книга царей», был написан поэтом Абулькосимом Фирдоуси в начале XI века. Он включил в эпопею тысячи строк, написанных Дакики, а также собрал в ней множество эпизодов из исламской и доисламской культуры, вплоть до времён зороастризма. В литературе XI-XII вв. развивался хорасанский стиль, восходящий к творчеству А. Рудаки и его современников, в результате чего возник общенародный литературный язык, понятный в Мавераннахре, Хорасане, Иране, Азербайджане, Ширване, Ираке и во многих других точках Центральной Азии и Кавказа. Основные виды поэзии XI-XII вв. в Хорасане, Мавераннахре и других регионах составляют маснави, касыда, газель, рубаи, кит’а, мусаммат, т. е. жанры, сформировавшиеся в IX—X вв. Проза XI—XII вв. также достигла значительного развития, причем нередко она создавалась на двух языках – как таджикском, так и арабском, которыми в совершенстве владели таджикские учёные и литераторы.
Практически все поэты XI—XII вв. слагали рубаи, которые в лаконичной форме отражают мудрые речи, философскую мысль, чувства любви и сущность бытия и т. п. Мастерами этого жанра были Абусаид Абулхайр (957—1049 гг.), Баба Тахир Урян (980—1055 гг.), Махасти Худжанди (XII в.). Наивысшим достижением данного поэтического направления являются философские рубаи Авиценны и Омара Хайяма. Центр литературной жизни во второй половине XI в. переместился из Мавераннахра (Бухары) в Хорасан. В таджикской литературе второй половины XI в. в Мавераннахре с центром в Самарканде известны имена таких поэтов, как Ам’ак Бухараи, Сузани Самарканди, Рашиди Самарканди. Шихабуддин Абуннаджаб Ам’аки Бухараи (ум. около 1148 г.) не только в образном, но и в буквальном смысле слова считался амир-аш-шуара («эмир поэтов»). Литературное наследие Ам’ака Бухараи состоит из касыд, кит’а, рубаи, газелей и таркиббандов, в сумме составляюших семь тысяч байтов. Его перу принадлежит также великолепная поэма «Юсуф и Зулейха». Абумухаммад Рашиди Самарканди придворный, талантливый поэт жил в конце XI — начале XII вв. и сочинял преимущественно касыды, при этом, как и поэт Анвари, увлекался астрологией. Рашиди Самарканди является первым кто, признавая главенство Абуабдулло Рудаки в поэзии на фарси.

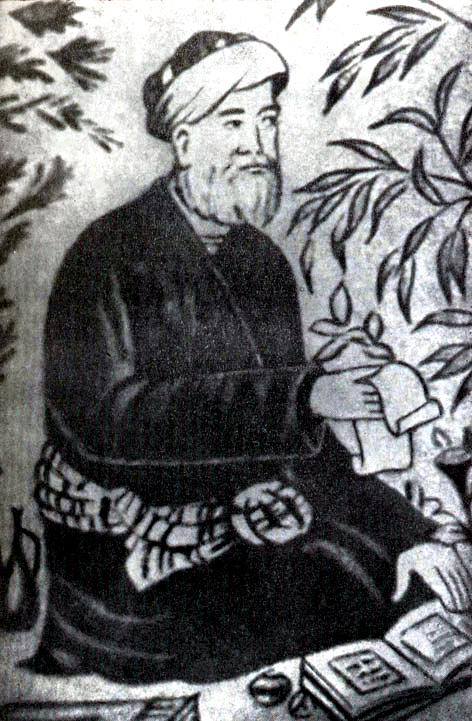
Абдуррахман Джами.
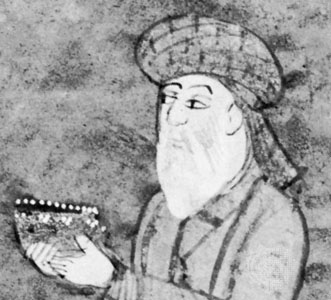
Хафиз Ширафи
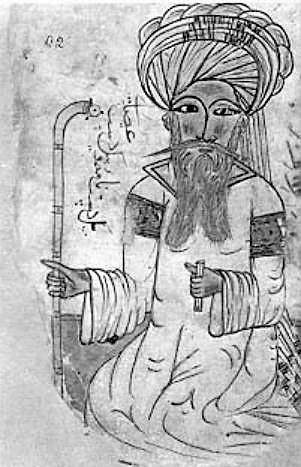
Авиценна
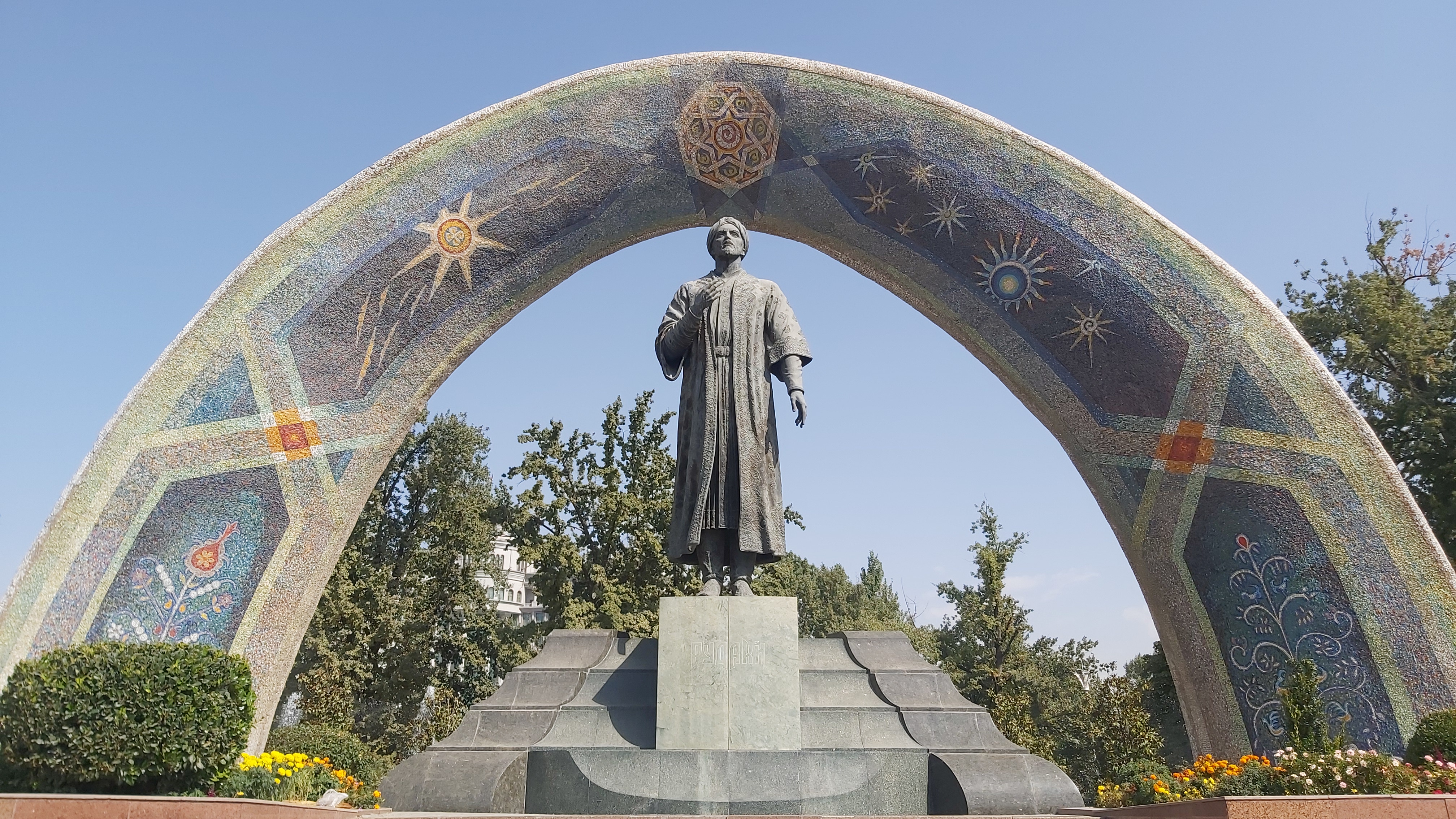
Памятник Рудаки в Душанбе

#### Литература советского периода

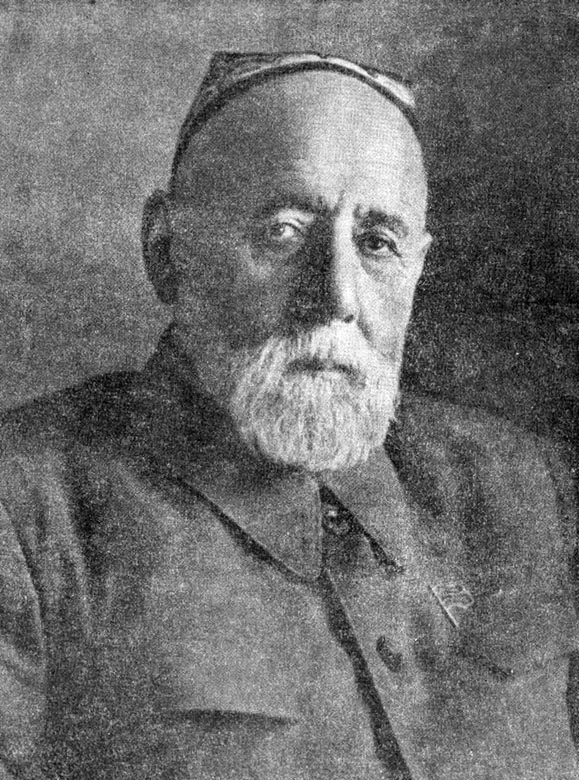
Садриддин Айни
Турсун-заде Мирзо
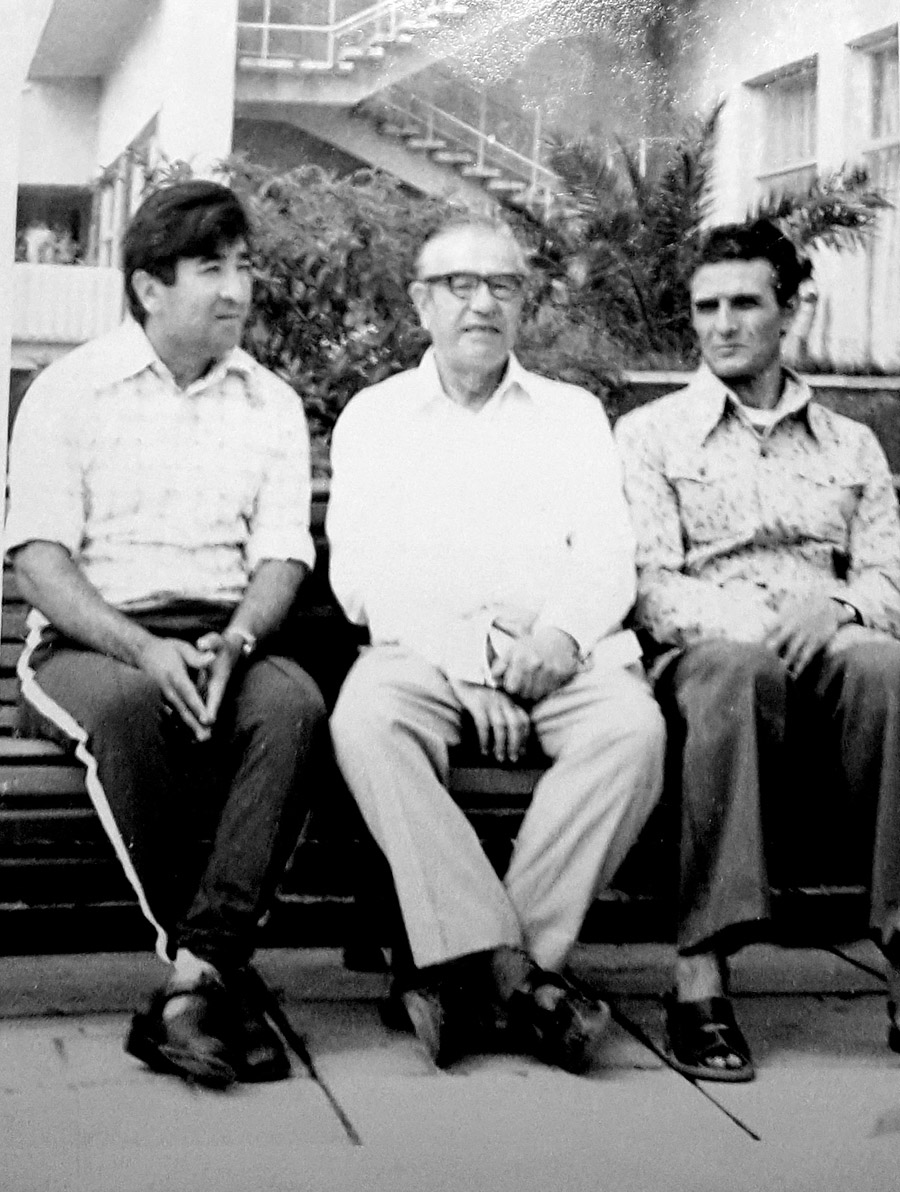
Бахром Фируз, Рахим Джалил и Мумин Каноат
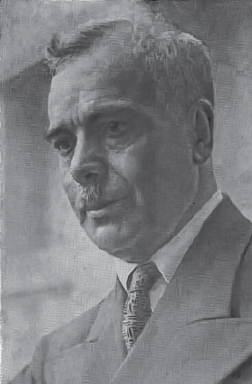
Абулькасим Ахмедзаде Лахути - автор гимна Таджикской ССР

## Праздники в Таджикистане

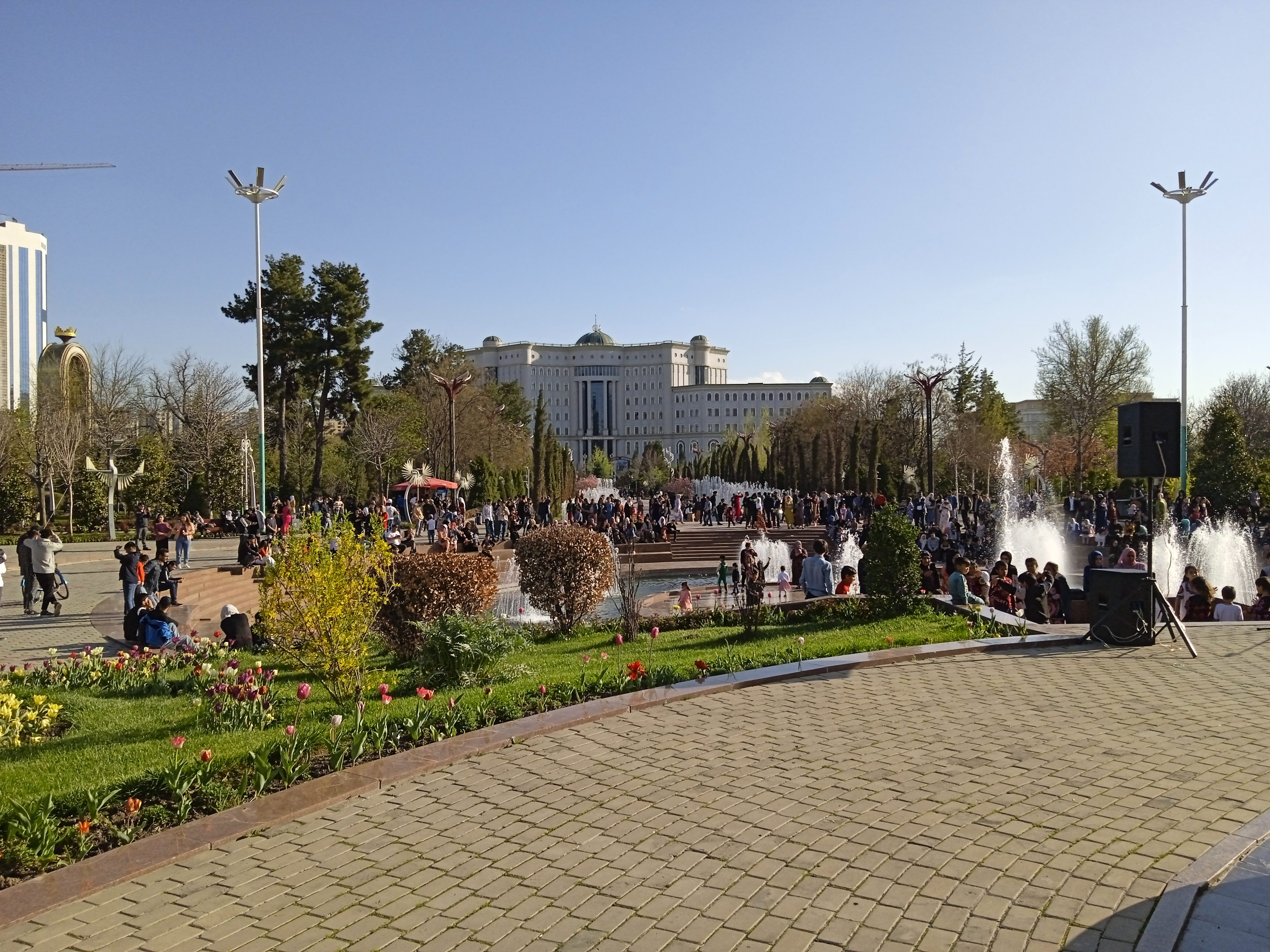
Празднование Навруза в Душанбе, 2023 г.